# Алексис Шантрен
Џозеф Алексис Шантрен (Бресоук, 16. марта 1901. — Лијеж, 24. априла 1987) био је белгијски фудбалер.
Играо је на позицији десног бека за Ројал Лијеж, где је одиграо 382 утакмице. Био је у саставу репрезентације за прво Светско првенство 1930. године, али није играо.